# 里奇斯奎爾 (北卡羅萊納州)
里奇斯奎爾（英語：Rich Square）是一個位於美國北卡羅萊納州北安普頓縣的城鎮。

## 人口
根據2020年美國人口普查的數據，里奇斯奎爾的面積為7.99平方千米，皆為陸地。當地共有人口894人，而人口密度為每平方千米112人。